# Gartower Tannen
Koordinaten: 52° 57′ 54″ N, 11° 27′ 55″ O

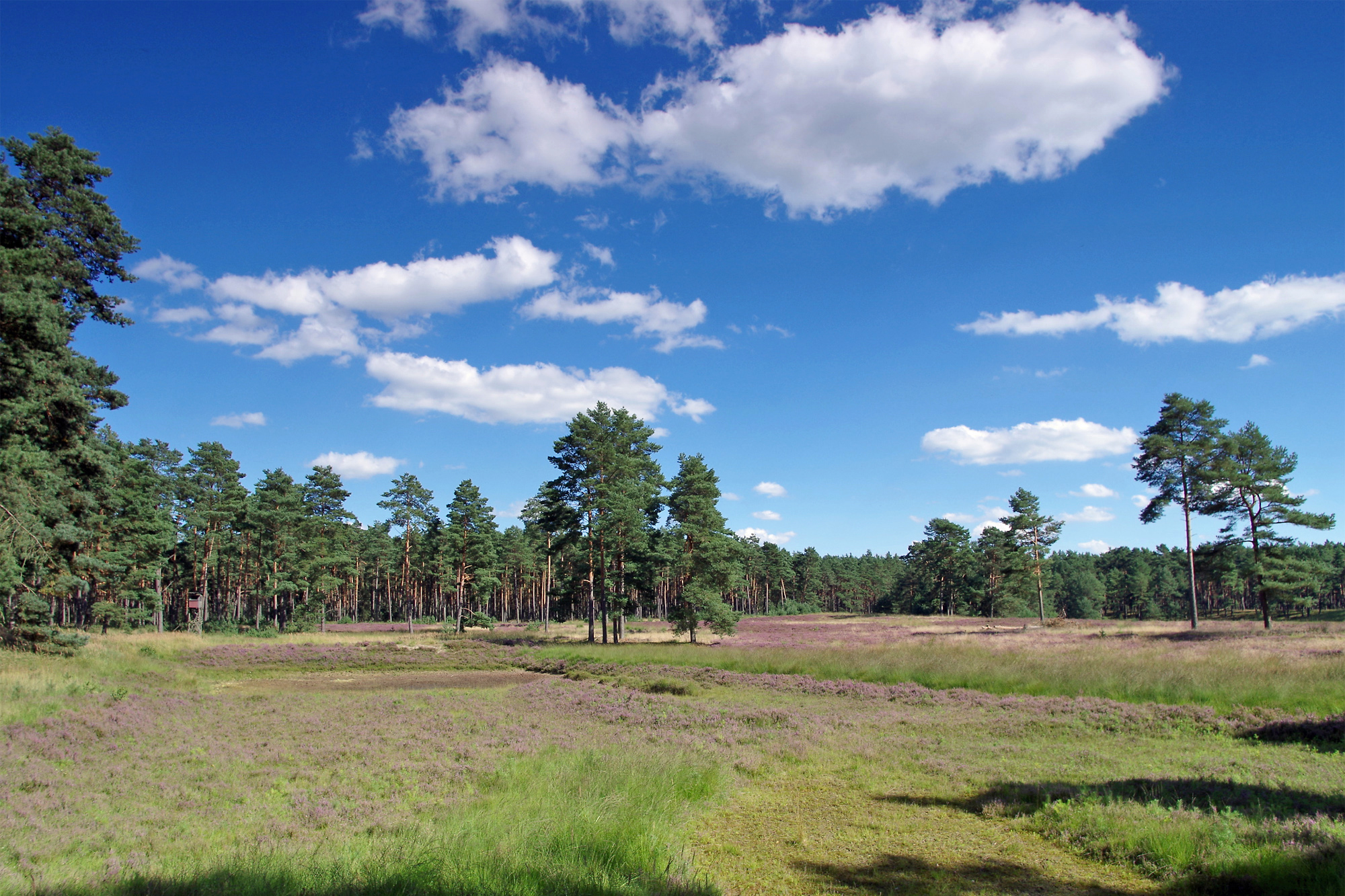
Heide- und Moorfläche (2016)

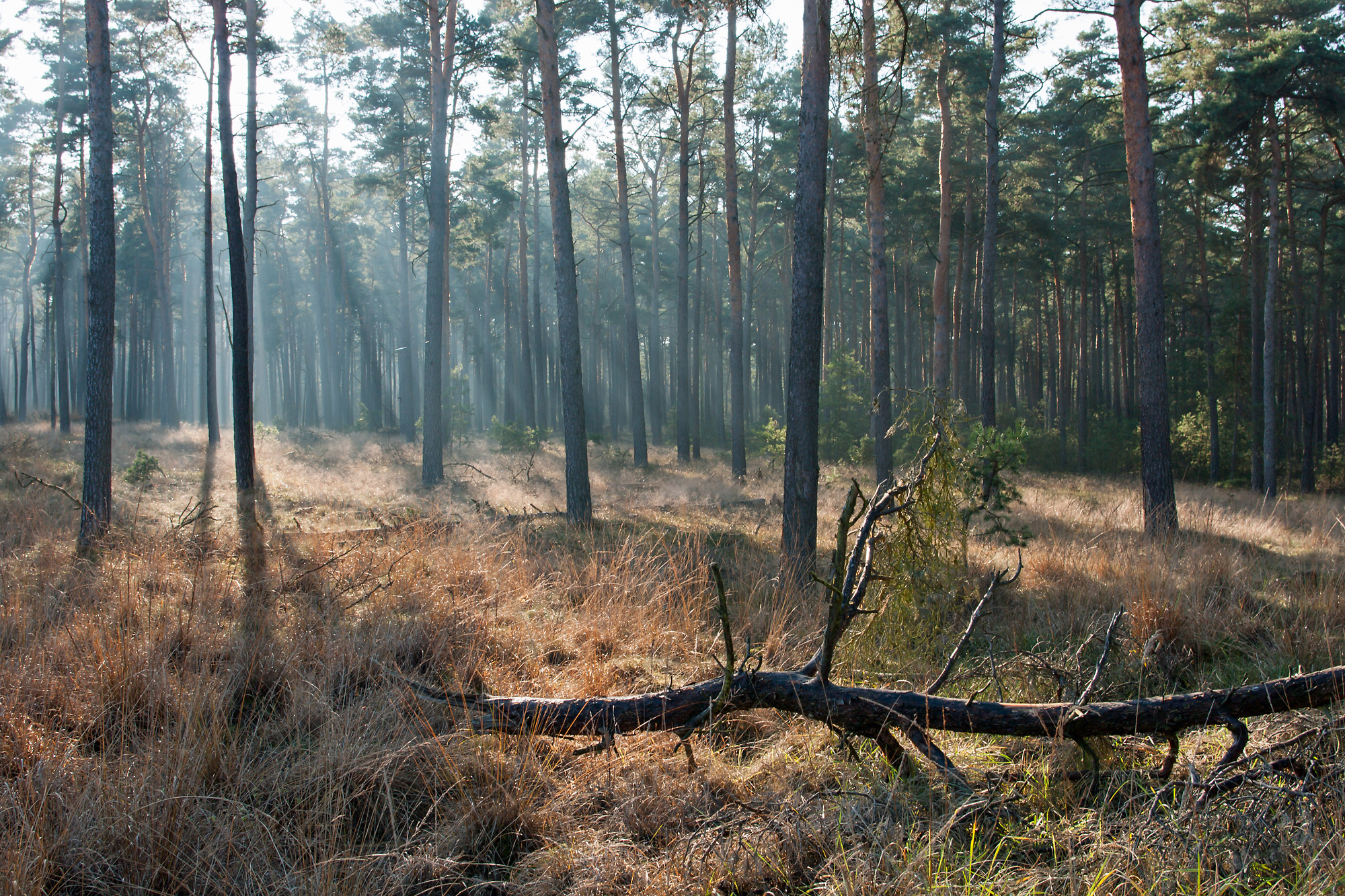
Herbstwald (2012)

Die Gartower Tannen (oft auch Gartower Forst genannt) sind ein Waldgebiet innerhalb des gemeindefreien Gebietes Gartow in Niedersachsen an der Grenze zu Sachsen-Anhalt.

## Geografie
Die Gartower Tannen umfassen eine Fläche 8.106 Hektar im östlichen Wendland, südöstlich von Hamburg. Das Gebiet liegt auf Sandablagerungen der Weichsel-Kaltzeit im Urstromtal der Elbe, als Bodentyp dominiert der Podsol. Das Gebiet erstreckt sich auf einer Höhe von etwa 20 bis 25 m ü. NN. Die höchste Stelle befindet sich bei den Kellerbergen und erreicht 34 m ü. NN. Im Norden ist es vom Tal der Seege begrenzt, östlich vom Harper Moor. Im Süden liegen das Quellgebiet des Luciekanales und der Arendsee, südwestlich geht es in die Nemitzer Heide über, westlich schließt Die Lucie an und das Gelände senkt sich zu der Jeetzelniederung hin.

## Geschichte
Zu karolingischer  Zeit war das ausgedehnte Jagdgebiet zwischen den Franken, Slawen und Sachsen umkämpft und kam schließlich zum Frankenreich. Im frühen 14. Jahrhundert gehörte es zu dem heute namensstiftenden Amt Gartow und um 1700 gelangte es in den Besitz derer von Bernstorff. Diese sind noch heute die Eigentümer der Forsten, die als das größte zusammenhängende Privatwaldgebiet Deutschlands gelten. Verwaltet und bewirtschaftet wurde das Gebiet von der Jagd- und Forstenklave Wirl aus.
Bis Anfang des 18. Jahrhunderts bestand dieses Gebiet überwiegend aus Heide, Mooren und ausgedehnten Sanddünen, die sich ostwärts bewegten und den Ort Gartow mit Flugsanddünen bedrohten. Die Ortsbezeichnung Hahnenberge rührt daher. Dies vor allem war mit ein Grund die sandigen Flächen zu bewalden und so wurde ab 1848 zielstrebig vom westlich gelegenen Ort Trebel mit der Bepflanzung begonnen. 
In den Jahren 1884 und 1885 wurde eine Waldbahn gebaut und 1885 in Betrieb genommen. Die in Meterspur errichtete Pferdebahn hatte eine Länge von 7,6 km und führte von Wirl durch den Thiergarten, einem 3000 ha großen Wildgehege, zum Sägewerk Herbst in Gartow. Von Wirl aus wurden Nebenstrecken zu den Kahlschlägen gelegt. Die gewählte Spurweite von 1000 mm ergab sich aus der Größe der für den Holztransport eingesetzten Pferdewagen. Diese wurden über Laderampen oder Ladegruben auf Rollböcke, sogenannte Trucks, gefahren und zu Zügen von drei oder vier Wagen zusammengekuppelt. Mit zwei Pferden konnte so etwa die vierfache Menge Holz transportiert werden. In den Folgejahren wurde die Bahn ausgebaut. 1889 folge eine 3,5 km lange Strecke von Quarnstedt nach Norden zum Elbholz. Dort gab es eine Laderampe an der Elbe. Um 1900 hatte die Waldbahn eine Gesamtlänge von 13,19 km und bestand aus den Teilstrecken Quarnstedt–Elbholz (3500 m), Schafstallbahn–Gartow (3090 m), Weißenbergen–Schafstall (1580 m), Wirl–Weißenbergen (2980 m) und Capermoorsche Grenze–Wirl (2040 m). Die Nutzung der Bahn ist bis Ende 1944 nachgewiesen. Für die Jahre 1949 und 1950 ist der Abbau und Verkauf von Gleisanlagen dokumentiert.

Fuhrwerksbahn Gartow
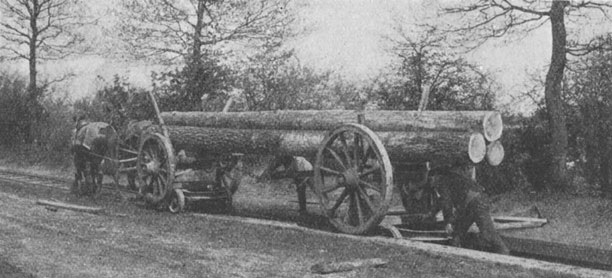
Auffahren eines beladenen Landwagens auf die Trucks
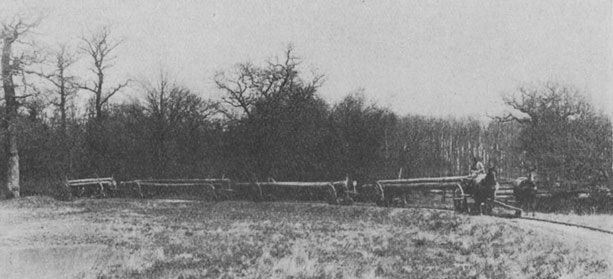
Vier von zwei Pferden gezogene Langholzwagen

In den 1940er Jahren wurden in den Gartower Tannen zahlreiche Sturm-, Ungeziefer- und Kriegsschäden von Hermann Junack untersucht und in den Folgejahren behoben.
Seit den 1970er Jahren führt die Bundesstraße 493 durch das Waldgebiet. 1975 vernichtete der Brand einen Teil der Forsten. Es wurde teils wieder aufgeforstet, teils blieben einige Flächen Brachland und zusätzlich wurden einige Löschwasserteiche angelegt. Auf einer durch den Waldbrand brach gewordenen Fläche entstand die Nemitzer Heide. Am Bohrloch 1004, das zur Erkundung des Salzstocks Gorleben diente, bestand 1980 kurzzeitig ein Protestcamp der Anti-Atomkraft-Bewegung, in dem  die Republik Freies Wendland ausgerufen wurde und das durch die archäologische Untersuchung der „Republik Freies Wendland“ von 2016 bis 2018 erforscht wurde.

## Flora und Fauna
Das Gelände ist dicht von Nadelwald bestanden und unbewohnt. Bemerkenswert sind die Altbestände an Weißmoos-Kiefernwald und die typischen Vergesellschaftungen mit Beerenpflanzen und Sauergräsern, die artenreichen Wildbeständen Unterschlupf und Nahrung bieten. Die Gartower Tannen galten auch als Erwartungsgebiet für Wölfe. Nachdem die Tiere dort Mitte des 19. Jahrhunderts ausgerottet worden waren, wurde 2014 über einzelne Individuen berichtet, die ein eigenes Rudel gegründet haben könnten. Im Juli 2014 wurde von einer Wildkamera ein Wurf Jungtiere beobachtet.

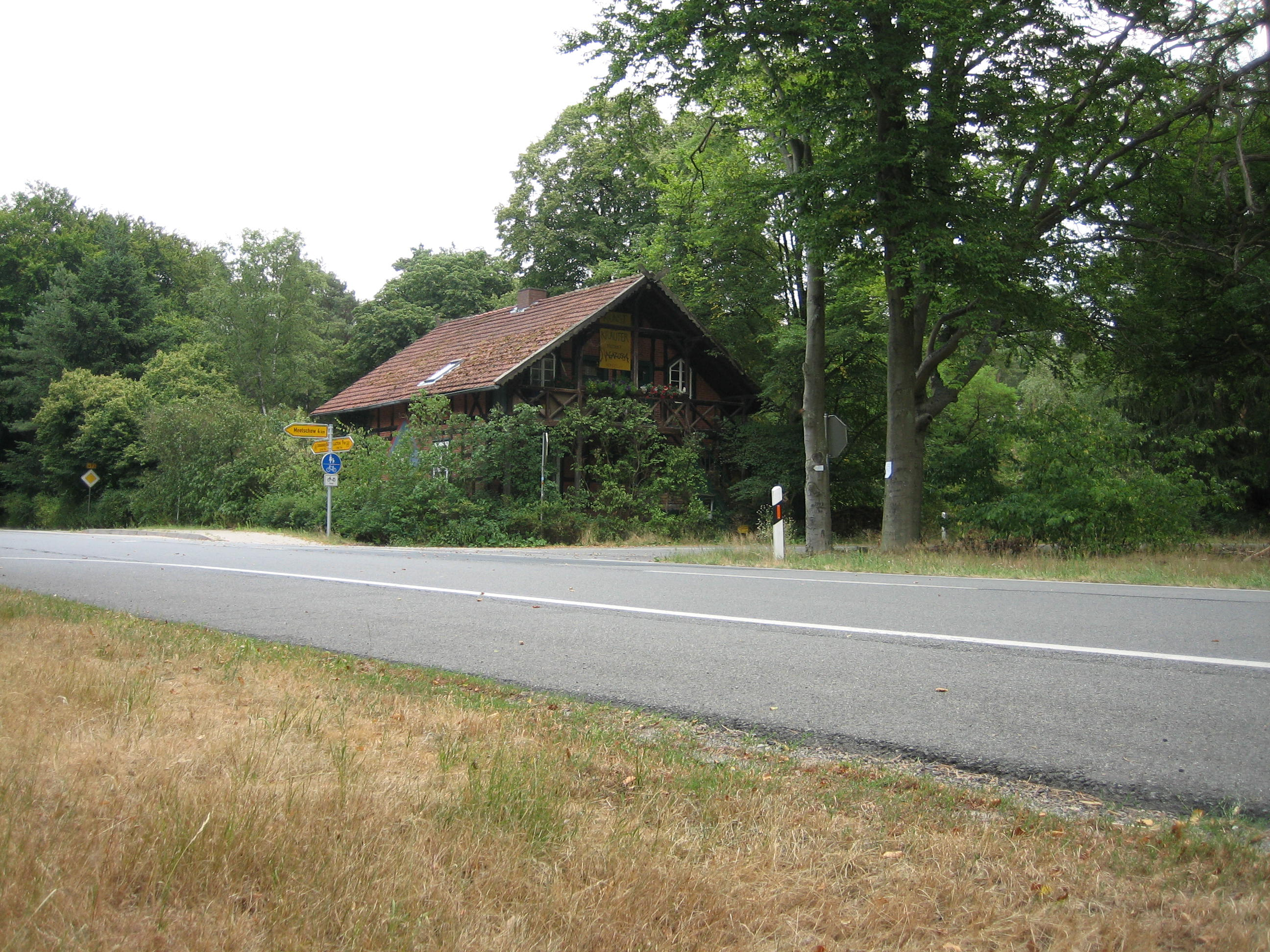
Forsthaus Rondel in den Gartower Tannen an der B 493 (2010)
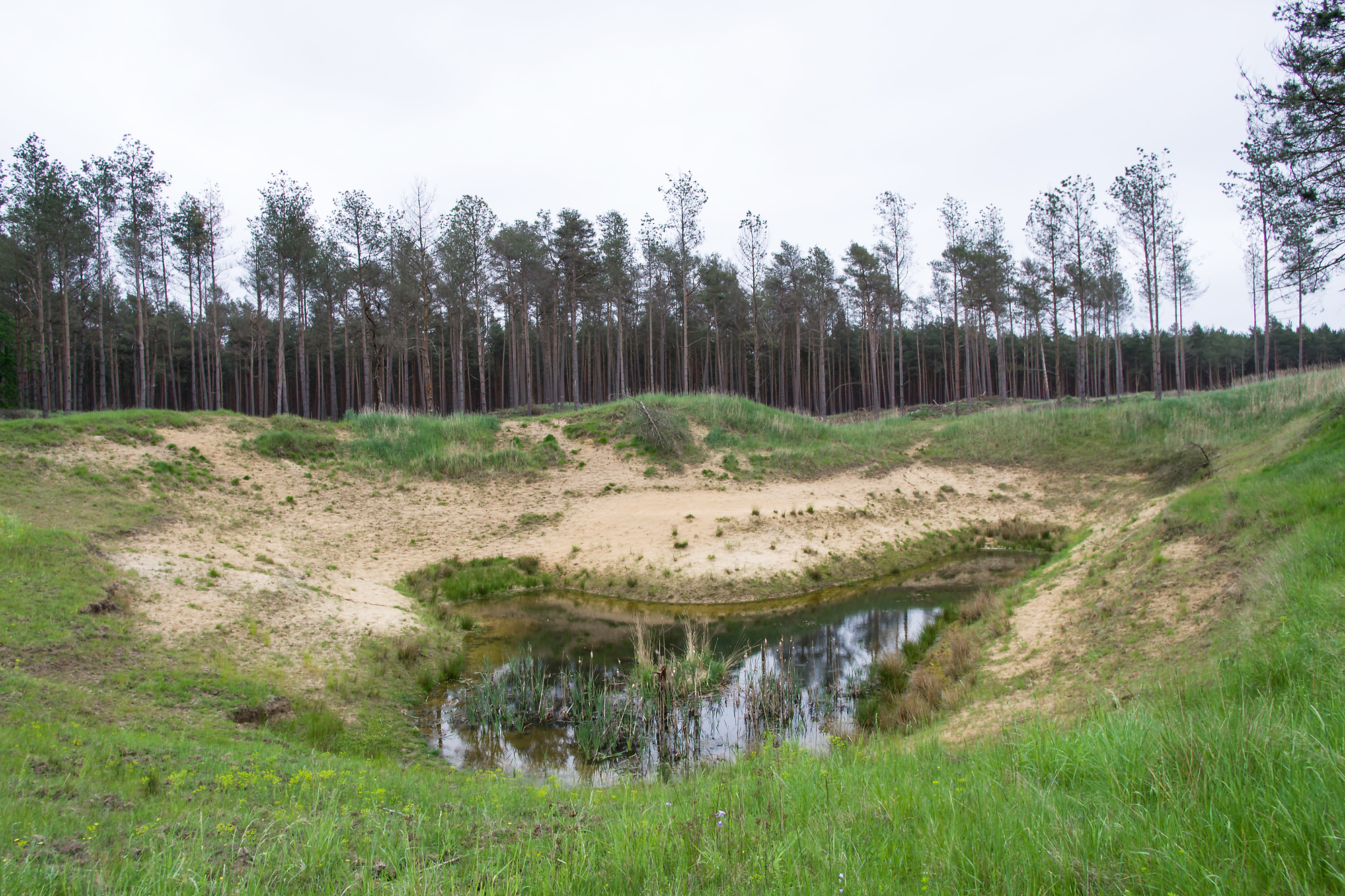
Löschwasserteich (2016)
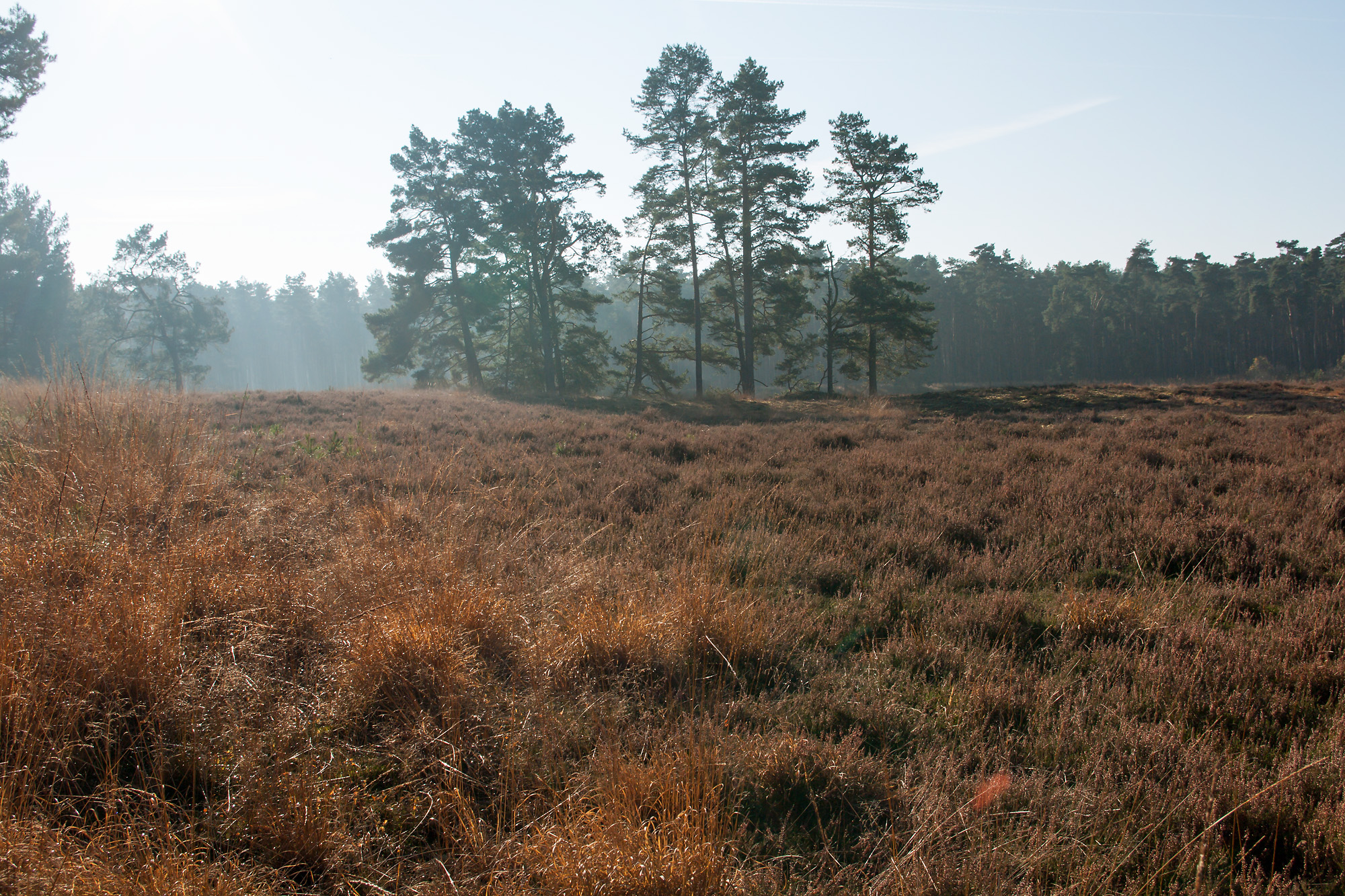
Heidelandschaft (2012)
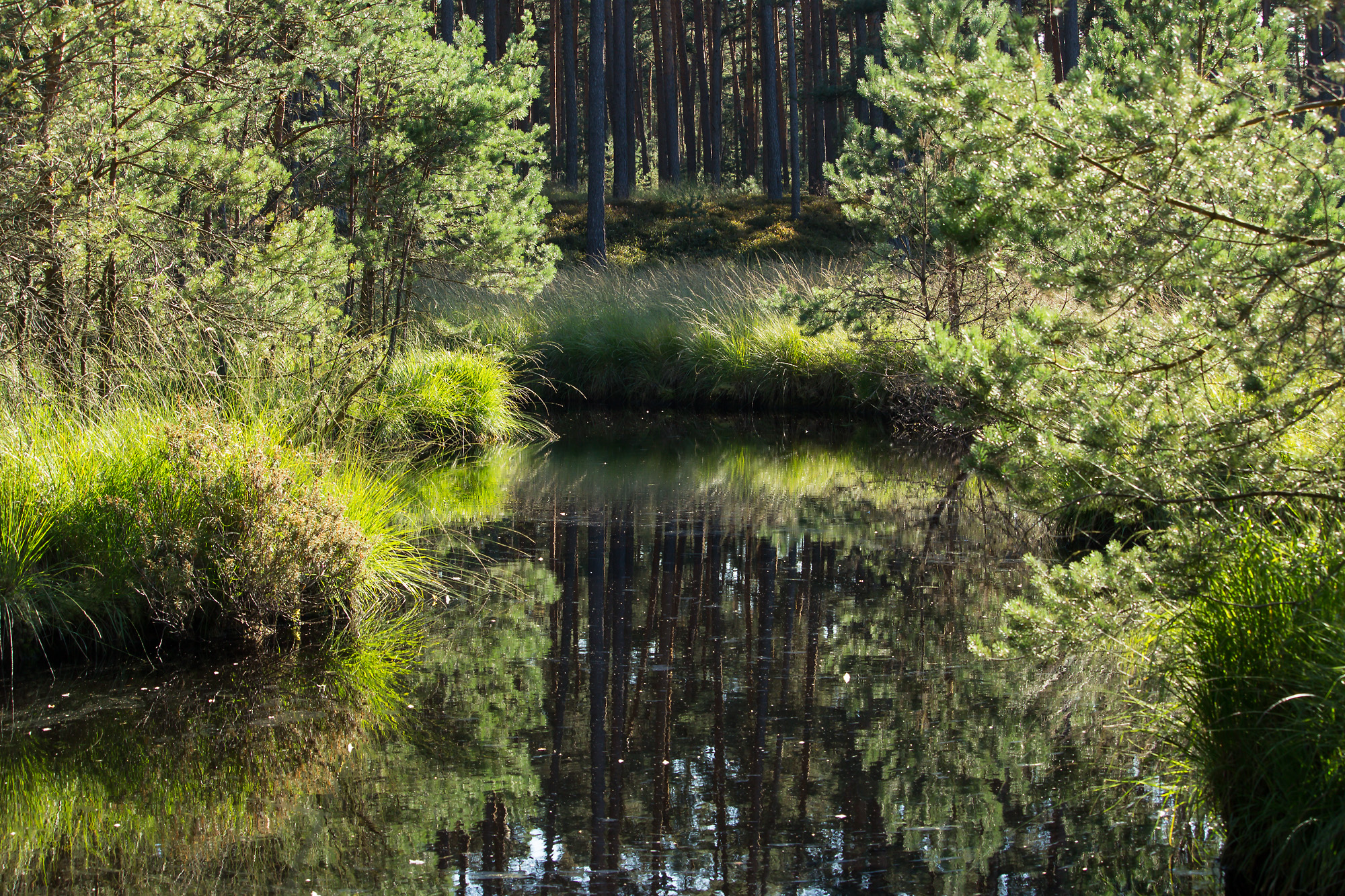
Kleinmoor in nördlichen Gartower Tannen (2016)